# Касандра (полуостров)
Вижте пояснителната страница за други значения на Касандра.
Касандра или Палини, старогръцко произношение Палене (на гръцки: Κασσάνδρα, Παλλήνη), е полуостров в Егейска Македония, Северна Гърция, югозападно разклонение на Халкидическия полуостров. В административно отношения на територията на Касандра се намират дем Касандра и дем Неа Пропонтида. 

## Имена
Античното име на полуострова е Палене. Съвременното име е Касандра и е кръстен на омировата пророчица Касандра.

## Описание
Дължината на полуострова от северозапад на югоизток е над 50 km, ширината от 1 до 14 km. Изграден е от древни кристалинни скали. Релефът представлява хълмиста равнина с височина до 350 m. естествената растителност е представена от алепски бор, вечнозелени и листопадни храсти. В най-тясната част на провлака свързващ полуострова с останалата част на Халкидическия полуостро, при градчето Потидея се намира Потидейския плавателен канал, прокопан още в древността, свързващ Солунския залив на запад с Торонийския залив на изток. По цялото крайбрежие на полуострова са разположени множество морски курорти, които са важна туристическа дестинация предимно за български и румънски граждани през последните години.
На полуострова се намира пещерата Петралона. Находки в пещерата Петралона свидетелстват за живот на полуострова още от преди 700 000 години. Тя е най-посещаваната пещера в Гърция, поради факта, че тук са открити най-старите останки от живот по тези земи.

## История
Според антични източници полуостровът е създаден с името Флегра (на гръцки: Φλέγρα) и става сводетел на битката между боговете и гигантите. След това на полуостров Палене протича детството на Атина Палада.
Страбон описва Палене в I век пр. Хр. така:
| „ | Полуостров Палене, на чийто провлак е разположен градът, наричан някога Потидея, а днес Касандрея, е бил наричан в още по-стари времена Флегра. Обитавали го гиганти, за които се разказват митове и едно нечестиво и беззаконно племе, което Херакъл унищожил. Имал е четири града: Афитис, Менде, Скионе, Сане. | “ |

В миналото на полуострова се намира манастирът Врачево, който е подчинен на Лаврата и чието име е с български произход. Имотите на Лаврата на полуостров Палене имат частични данъчни привилегии в 1018 година. В началото на XIX век на него има отлични зимни пасища и се произвежда изобилно зърно от най-високо качество, както и вълна, мед и восък и на него се отглеждат копринени буби, маслини, лозя.